# La ragazza del bagno pubblico
La ragazza del bagno pubblico (Deep End) è un film del 1970 diretto da Jerzy Skolimowski.
Il film fu presentato in anteprima mondiale il 1º settembre 1970 alla Mostra del cinema di Venezia.

## Trama
Londra, fine anni '60. Mike, un quindicenne che ha da poco abbandonato la scuola, trova lavoro in un bagno pubblico. Qui fa subito amicizia con Susan, una bella ragazza che ha sette anni più di lui, e se ne innamora. L'atmosfera caldo-umida della piscina trasmette una carica erotica agli utenti, tanto che una eccentrica signora di mezza età tenta di molestare Mike. Ma Mike non ha occhi che per Susan e finisce per diventarne morbosamente geloso quando scopre che Chris, un giovane benestante, le fa la corte. Susan si prende gioco dell'ingenuità del quindicenne, un po' lo lascia sperare, poi glielo presenta come suo fidanzato, ma nel frattempo intrattiene una relazione anche con un uomo più maturo, istruttore di nuoto nella stessa piscina ed ex insegnante di Mike.
Una sera, Mike pedina Susan e Chris per le strade di Soho, ne segue gli spostamenti in un cinema e in un bar. Un'altra sera, davanti a uno strip club dove sospetta che Susan lavori di notte, individua la sagoma di cartone di una donna che somiglia esattamente a Susan, la porta via e vive le sue fantasie sessuali abbracciando la sagoma e giocandoci sott'acqua nella piscina. Quando viene a sapere che Susan si sposerà a breve, Mike si dispera: mette dei vetri rotti sotto le ruote della sua auto per impedirle di incontrare il fidanzato e, durante una violenta discussione in un parco coperto di neve, fa saltare involontariamente il diamante dell'anello di fidanzamento di lei. Nell'offrirsi di aiutare la ragazza a cercarlo, ha un'idea assurda: insieme spalano la neve, la mettono in sacchetti di plastica e la riversano nella piscina dei bagni, vuota perché è domenica, sperando di recuperare la pietra preziosa.
Mentre Susan è al telefono con Chris, Mike finalmente trova il diamante fra la neve sciolta. Si spoglia e entra sul fondo della piscina con il diamante sulla lingua: lo darà a Susan solo se lei gli si concede. All'inizio la ragazza vorrebbe andarsene, ma poi ci ripensa, si spoglia anche lei e si sdraia sul fondo della piscina senza dire una parola. Mike è disorientato e non sa reagire, la supplica di non tornare dal fidanzato e, al colmo dell'ossessione la colpisce alla testa con una plafoniera. Susan perde i sensi mentre la piscina si riempie d'acqua e Mike la lascia annegare, abbracciandola sott'acqua come aveva fatto con la sagoma di cartone.

## Produzione
Skolimowski, già collaboratore di Roman Polanski nei primi film di quest'ultimo, aveva scritto la sceneggiatura appena dopo la sua fuoruscita dalla Polonia per motivi politici insieme a Jerzy Gruza ma, non sapendo ancora parlare inglese, i due fecero tradurre i dialoghi da un terzo collaboratore, Boleslaw Sulik. Per semplificare la struttura narrativa del film, i tre decisero di circoscrivere gli avvenimenti della trama in una sola settimana, dal lunedì alla domenica.
Trovati i finanziamenti a Monaco di Baviera, il film, pur svolgendosi a Londra, dovette essere girato nei Bavaria Studios, con molti attori e tecnici che lavoravano nelle fiction della televisione tedesca. Il parco che si vede nel film è il celebre Englischer Garten di Monaco. Le scene degli spogliatoi e dei corridoi della piscina furono girate nella Müllersche Volksbad, modificata dagli scenografi per darle un aspetto fatiscente. Dopo un mese di riprese, la troupe si spostò a Londra, dove furono girate le scene notturne nella celebre Berwick Street di Soho e le scene che si svolgono direttamente in piscina nei Cathall Road Baths, già rovinati dal tempo e quindi utilizzabili senza modifiche.
Agli attori furono date istruzioni rigorose, con la consegna di non interrompere la recitazione se la ripresa non fosse andata bene. A questo proposito, la scena in cui Mike cade dalla bicicletta per non aver potuto frenare sul bagnato non era stata prevista, ma lasciata nel montaggio finale perché l'operatore aveva continuato a riprenderlo.
Per la colonna sonora furono impiegati soprattutto due brani: Mother Sky nella sequenza notturna a Soho, eseguito dai Can, band tedesca di krautrock e But I Might Die Tonight all'inizio del film, interpretata da Cat Stevens e composta dallo stesso su commissione del regista Skolimowski, che suggerì anche il titolo della canzone.

## Accoglienza
Il film fu presentato in anteprima mondiale alla 31ª Mostra del cinema di Venezia dove, destando un certo interesse per l'ambientazione nella Swinging London, la critica volle paragonarlo a Blow Up di Antonioni. Furono fatti all'epoca altri nomi celebri quali Truffaut, Polanski, Godard. Il regista, nel constatare il favore dei critici, si spinse a dire che, se non fossero stati aboliti i premi, probabilmente il Leone d'oro sarebbe andato a lui.
All'uscita nelle sale tuttavia, il film non ebbe altrettanto successo, verosimilmente per il finale tragico. Il regista dovette percepirlo a San Francisco dove, in una proiezione a cui era stato invitato, gli spettatori seguirono con interesse e divertimento i primi ottanta minuti, ma alla fine non applaudirono. Al termine della proiezione, qualcuno gli chiese: «Era proprio necessario dopo ottanta favolosi minuti, rovinare un film negli ultimi cinque?». Skolimowski rispose: «Sai, ho fatto il film proprio per quegli ultimi cinque minuti».
A dispetto del fallimento commerciale alla prima uscita, il film è stato restaurato nel 2011 e rimesso in circolazione, diventando un cult movie; il successo si è ripetuto ancor di più quando è stato pubblicato in DVD.